# Sopwith Tabloid
Il Sopwith Tabloid era un aereo monomotore biplano sviluppato dall'azienda aeronautica britannica Sopwith Aviation Company negli anni dieci del XX secolo.
Proposto al mercato dell'aviazione civile, dove venne utilizzato come aereo da turismo e da competizione nelle prime manifestazioni aeronautiche del periodo, venne in seguito adottato dalle forze armate britanniche nel ruolo di aereo da ricognizione veloce, o più propriamente come scout, da Royal Flying Corps, componente aerea del British Army (esercito), e Royal Naval Air Service, il servizio aereo dalla Royal Navy (marina militare) durante tutte le fasi della prima guerra mondiale e terminando il servizio nella neofondata Royal Air Force.

## Storia del progetto
Il prototipo del Tabloid, che deve il suo nome al Tabloid in riferimento alle dimensioni compatte, venne portato in volo per la prima volta nel novembre 1913.
Era un biplano biposto con l'inusuale, per il tempo, configurazione dell'abitacolo a posti affiancati. Era inoltre caratterizzato dall'assenza di alettoni, utilizzando un metodo di inclinazione elicoidale applicato alle ali (indicato come wing warping) per il controllo del rollio tramite svergolamento alare. Come unità propulsiva venne utilizzato il motore rotativo Gnome Monosoupape capace di 100 CV (75 kW) ed in questa configurazione venne testato da Harry Hawker sull'aviosuperficie di Farnborough, nello Hampshire, dove il Tabloid riuscì a raggiungere le 92 mph (148 km/h) di velocità massima ed in un minuto i 1 200 ft (366 m) di quota, il tutto con un passeggero a bordo.
Soddisfatti dai risultati ottenuti, si decise di avviarne la produzione come aereo da turismo monoposto e biposto (sport plane), che nel periodo 1914-15 raggiunse i 40 esemplari.
Dal Tabloid venne realizzata una versione idrocorsa, identificata come 1914 Schneider Racer, inizialmente sviluppata per concorrere alla Coppa Schneider del 1914 che vinse pilotato da Howard Pixton. Il successo e l'inizio della prima guerra mondiale convinsero l'avvio della produzione in serie e l'utilizzo del velivolo a scopo bellico.

## Tecnica

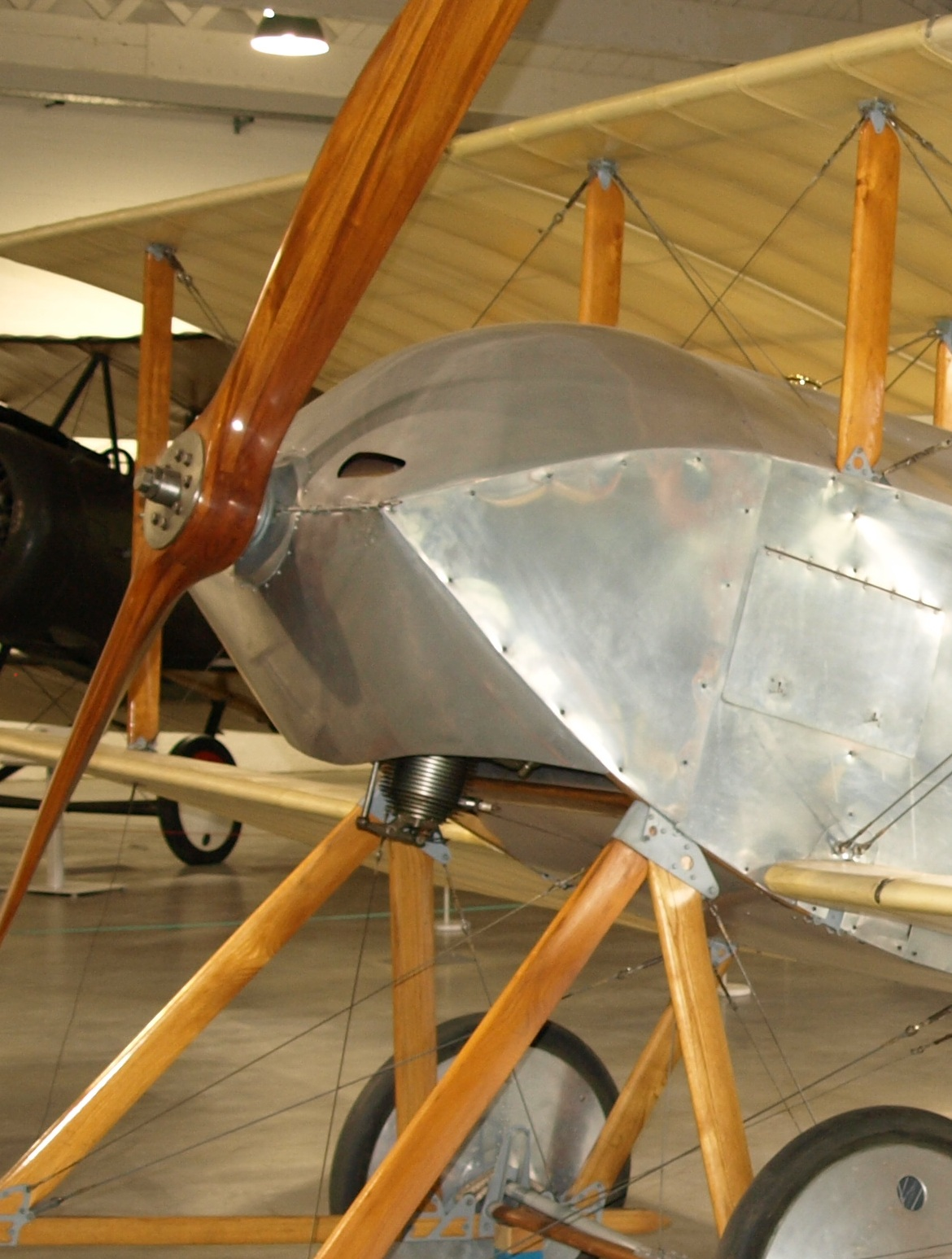
Vista del naso della replica del Sopwith Tabloid esposto al Royal Air Force Museum di Londra.

Il Sopwith Tabloid conservava l'aspetto convenzionale dei modelli del periodo, biplano, monomotore in configurazione traente, monoposto con carrello fisso.
La fusoliera era a sezione rettangolare che si rastremava verso coda, dotata di una leggera pinna dorsale, realizzata con struttura in legno e ricoperta da tela trattata tranne che nella parte anteriore attorno al propulsore, e caratterizzata dal singolo abitacolo aperto destinato al pilota posizionato tra le ali. Posteriormente terminava in un impennaggio classico monoderiva dotato di un unico piano orizzontale avanzato posizionato sul dorso della fusoliera abbinato ai due equilibratori mobili.
La configurazione alare era biplana, con ala superiore, montata alta a parasole e collegata alla fusoliera tramite quattro montantini verticali, ed inferiore, montata bassa, di ugual misura, quest'ultima leggermente spostata verso coda, collegate tra loro da una coppia di montanti per lato ed integrate da tiranti in cavetto d'acciaio.
Il carrello d'atterraggio era fisso, molto semplice, montato su una struttura tubolare al di sotto della fusoliera che integrava nei primi modelli una coppia di slitte anticappottamento, dotato di ruote di grande diametro collegate da un assale rigido ed integrato posteriormente con un pattino d'appoggio.
La propulsione era affidata ad un motore Gnome Monosoupape 9, un rotativo nove cilindri posti su un'unica fila, raffreddato ad aria, capace di erogare una potenza pari a 100 CV (75 kW), posizionato all'apice anteriore della fusoliera racchiuso anteriormente da una struttura metallica con funzioni aerodinamiche ed abbinato ad un'elica bipala in legno a passo fisso.
L'armamento, come consuetudine nei modelli "scout" dell'epoca, era basato solamente sulle armi personali dei piloti.

## Impiego operativo
La versione monoposto del Tabloid, venne valutata da Royal Flying Corps e Royal Naval Air Service (RNAS), quindi 36 esemplari entrarono in servizio. Impiegati in Francia dall'inizio della prima guerra mondiale, inizialmente i Tabloid vennero utilizzati come fast scout, ovvero ricognitori veloci.
Successivamente vennero utilizzati come bombardieri leggeri. Il 22 settembre 1914, fu con questi modelli che venne attuato il primo raid britannico in territorio tedesco. Nella loro più famosa missione, due Tabloid della RNAS volarono da Anversa l'8 ottobre 1914, raggiungendo gli stabilimenti di costruzione degli Zeppelin a Colonia e Düsseldorf. Benché i piloti non furono in grado di identificare le strutture sul cielo di Colonia modificarono il proprio obiettivo bombardando la sua stazione ferroviaria, mentre gli equipaggi diretti a Düsseldorf riuscirono a sganciare 2 bombe da 20 lb dalla quota di 600 ft distruggendo lo Zeppelin Z.IX.
Il Tabloid venne ritirato dal servizio di prima linea nei primi mesi del 1915 sostituito da modelli appositamente progettati per l'uso bellico.

## Versioni

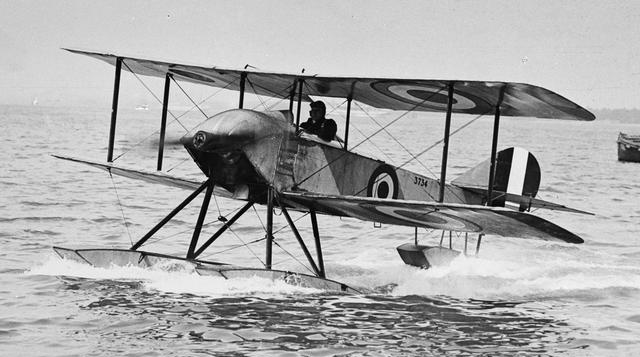
Il 1914 Schneider Racer, versione idrocorsa del Tabloid.

Tabloid
versione originale.
1914 Schneider Racer
versione idrocorsa del Tabloid.
Schneider
versione di serie dello Schneider Racer.

## Utilizzatori
Regno Unito
- Royal Flying Corps
  - No. 3 Squadron RFC
- Royal Naval Air Service
- Royal Air Force
  - No. 201 Squadron RAF

### Periodici
- (EN) J.M. Bruce, The Sopwith Tabloid, Schneider and Baby: Historic Military Aircraft No.17, Part I, in Flight, 8 novembre 1957,  pp. 733-736. URL consultato il 21 ottobre 2014.
- (EN) J.M. Bruce, The Sopwith Tabloid, Schneider and Baby: Historic Military Aircraft No.17, Part II, in Flight, 15 novembre 1957,  pp. 765-766. URL consultato il 21 ottobre 2014.
- (EN) J.M. Bruce, The Sopwith Tabloid, Schneider and Baby: Historic Military Aircraft No.17, Part IV, in Flight, 29 novembre 1957,  pp. 845-848. URL consultato il 21 ottobre 2014.

### Copie non autorizzate
Germania
- Schütte-Lanz D.I

copia (si presume) non autorizzata.
 Russia
- Lebed VII

copia non autorizzata prodotta dall'azienda russa Lebed con il ruolo di ricognitore.
- Lebed VIII

sviluppo del Lebed VII con carrello d'atterraggio modificato.